# Tamim ibn Yusuf
Abū al-Ṭāhir Tamīm ibn Yūsuf (in arabo أبو الطاهر تميم بن يوسف‎?; fl. XI secolo) è stato un politico berbero, governatore almoravide di Granada. Era figlio del sultano almoravide Yūsuf b. Tāshfīn e fratello minore del sultano ʿAlī b. Yūsuf.

## Biografia
Gli Almoravidi erano una dinastia originaria dal Sahara marocchino, che tra il 1063 e il 1082, sotto Yūsuf b. Tāshfīn (padre di Tamīm) unificarono sotto il loro controllo tutto il Maghreb al-Aqsa (l'attuale Marocco).

Nel 1086 Yūsuf b. Tāshfīn fu invitato dai signori musulmani della Spagna islamica, i cosiddetti "Emiri delle Taife", ad aiutarli contro Alfonso VI di Castiglia.
Sbarcato il 30 giugno, Ibn Tāshfīn fu raggiunto dagli Emiri di Siviglia, Granada, Malaga e Badajoz, e il 23 ottobre inflisse una severa sconfitta a Alfonso VI nella Battaglia di al-Zallaqa, nei pressi di Badajoz. Rientrò in seguito in Maghreb a causa della morte di un figlio, prima di essere richiamato nel 1089.

Vedendo che gli emiri musulmani di Spagna complottavano l'uno contro l'altro e anche contro di lui, appoggiato dalle autorità religiose locali si rese padrone di tutta al-Andalus, la Spagna musulmana, tra il 1090 e il 1094. Dopo aver conquistato Granada nel 1090 nominò governatore della città il figlio Tamīm.

Ibn Tāshfīn morì nel 1106, all'età, secondo la tradizione, di 100 anni, e gli succedette al trono il figlio ʿAlī b. Yūsuf, che non venne conteso o sfidato per il trono né da Tamīm né da alcuno degli altri fratelli e parenti.

## Battaglia di Uclès
Nel 1108, Tamīm invase con un grosso esercito il territorio del Regno di León, sconfiggendo nella battaglia di Uclés l'esercito leonese, guidato da Álvar Fáñez e Sancho il figlio di Alfonso VI, che perse la vita nella battaglia. Riuscì a conquistare diversi castelli e alcune città.

## Invasione di Alfonso I d'Aragona e la deportazione dei cristiani di al-Andalus
Nel 1126 Alfonso I di Aragona organizzò una grande spedizione militare contro le regioni di Cordova e Granada, sostenuto dai mozarabi (cristiani che vivevano nella Spagna islamica) con azioni di guerriglia e disturbo ai danni delle armate almoravidi. 

Alfonso I non riuscì nel suo intento di conquista ma fece un grandissimo bottino e inflisse durissime ed umilianti perdite agli Almoravidi. Il re aragonese si ritirò nel giugno del 1126, dopo che aveva saputo dell'arrivo di rinforzi dal Marocco, guidati dai governatori di Fès e Meknès, Abū Ḥafṣ ibn Tuzyin e Inalu al-Lamtūnī.
Il sostegno offerto agli invasori aragonesi da parte dei mozarabi fece infuriare le autorità almoravidi e in particolar modo Tamīm ibn Yūsuf, che, consultandosi con il Qāḍī di Cordova Abū l-Walīd ibn Rushd, decise di organizzare una deportazione su larga scala dei cristiani andalusi, chiedendo al fratello, il sultano almoravide ʿAlī b. Yūsuf di emanare un decreto a tal proposito. Decine di migliaia di mozarabi furono deportati dalla Spagna musulmana in Marocco, soprattutto nelle città di Salé e Meknès.
Ai cristiani di Siviglia, su richiesta del Qāḍī Ibn Ward, venne permesso di vendere le loro proprietà immobili prima di partire.
Il grosso dei mozarabi deportati in Marocco furono utilizzati come militari esattori di tasse e guardie del corpo personali del sultano almoravide ʿAlī b. Yūsuf. Altri si dedicarono alle arti in cui erano più esperti, vale a dire l'edilizia, l'arboricoltura e l'irrigazione. È sopravvissuta fino ai giorni nostri una fatwā di Ibn al-Ḥajj che permetteva ai mozarabi di costruire chiese nei luoghi dove erano stati deportati.